# (22959) 1999 UY1
1999 يو واي 1 (ويعرف أيضًا باسم (22959) 1999 يو واي 1 وفق تسمية الكوكب الصغير) (بالإنجليزية: 1999 UY1)‏ هو كويكب ضمن حزام الكويكبات؛ وترتيبه 22959 من حيث الاكتشاف.
اكتُشف هذا الجُرم الفلكي بواسطة Charles W. Juels ‏ في 16 أكتوبر 1999.

## وصلات خارجية
- (22959) 1999 UY1 في قاعدة بيانات مختبر الدفع النفاث لأجرام النظام الشمسي الصغيرة

- الاكتشاف · مخطط المدار ·  العناصر المدارية · المعلمات المادية

- (22959) 1999 UY1 على موقع ويكي سكاي: DSS2, SDSS, GALEX, IRAS, Hydrogen α, X-Ray, Astrophoto, Sky Map, Articles and images